# Traces Best of 2005-2009
Traces Best of 2005-2009 è il secondo album compilation del gruppo j-rock/visual kei the GazettE, che avrebbe dovuto essere pubblicato il 23 marzo del 2011, ma a causa del catastrofico terremoto che ha colpito il Giappone, l'uscita dell'album è stato rimandata al 6 aprile. L'album contiene le Greatest Hits, ovvero le migliori canzoni estratte dai loro album pubblicati tra il 2005 e il 2009. Le canzoni sono estratte dagli album Nil (2006), Stacked Rubbish (2007) e Dim (2009). Ci sono anche due canzoni inedite e che compaiono solo in questo album: la prima traccia, Reila, e l'ultima, Before I Decay.

## Tracce
1. Reila - 7:49
2. Cassis - 6:44
3. Shadow VI II I - 4:16
4. Regret - 4:30
5. Filth in the Beauty - 4:11
6. Hyena - 4:16
7. Burial Applicant - 4:27
8. Guren (紅蓮) - 5:40
9. Leech - 4:15
10. Distress and Coma - 5:20
11. The Invisible Wall - 4:35
12. Before I Decay - 3:44

## Formazione
- Ruki - voce
- Uruha - chitarra
- Aoi - chitarra
- Reita - basso
- Kai - batteria